# Nivaldo Díaz
Nivaldo Nadhir Díaz Gómez (24 de março de 1994) é um jogador de vôlei de praia cubano.

## Carreira
No ano de 2014, compondo dupla com Sergio González, obteve a medalha de ouro nos Jogos Centro-Americanos e do Caribe 2014 em Veracruze com este mesmo jogador representou seu país nos Jogos Pan-Americanos de 2015 realizado em Toronto conquistado a medalha de bronze Jogos Olímpicos de Verão de 2016, terminando em oitavo lugar, caindo nas quartas-de-finais.
Na edição dos Jogos Centro-Americanos e do Caribe de 2018 em Barranquilla atuou novamente ao lado de Sergio González e sagraram-se bicampeões consecutivamente.